# Lepisanthes multijuga
Lepisanthes multijuga är en kinesträdsväxtart som först beskrevs av Joseph Dalton Hooker, och fick sitt nu gällande namn av Leenh.. Lepisanthes multijuga ingår i släktet Lepisanthes och familjen kinesträdsväxter. Inga underarter finns listade i Catalogue of Life.